# Konfliktkosten
Konfliktkosten sind Kosten, die in Unternehmen oder Behörden durch Konflikte verursacht werden.

## Allgemeines
Das Konfliktmanagement hat auch die Aufgabe, Konfliktkosten durch Bewältigung von Konflikten zu minimieren oder zu vermeiden. Sie entstehen durch die Störung der planmäßigen Nutzung der Produktionsfaktoren, wobei der Konflikt lediglich mit verursachend für die Kosten gewesen sein muss. Ohne Konflikt wären die Gesamtkosten geringer ausgefallen.

## Arten
Konfliktkosten sind keine eigenständige Kostenart, sondern fallen als Kosten bei anderen Kostenarten an. Zu den Konfliktkosten gehören unter anderem die vorzeitige Auflösung von Arbeitsverhältnissen, Abfindungen, Einstellung neuer Mitarbeiter oder Fehlerkosten aufgrund vorangegangener Konflikte. Auch Anwaltskosten und Gerichtskosten für ausgetragene Rechtsstreitigkeiten sind Konfliktkosten.
Die Unternehmensberatung KPMG identifizierte in einer Konfliktkostenstudie folgende Konfliktkostenbereiche:
- Personal: Fluktuation, Krankenstand, kontraproduktive Arbeitseinstellung;
- Team: Mängel in der Projektarbeit, Kundenfluktuation, entgangene Aufträge oder Bestellungen;
- Organisation: Über- oder Unterregulierung, fehlerhafte Anreizsysteme, Betriebsstrafen.

Ein regelmäßiges Ziel von Leistungsbeurteilungen liegt auch in der Reduzierung potenzieller Konfliktkosten. So ist beispielsweise der Zusammenhang zwischen Konflikten und arbeitsbedingten Erkrankungen wissenschaftlich erwiesen.
Zudem gibt es quantitative und qualitative Konfliktkosten. Zu qualitativen Konfliktkosten zählen beispielsweise der Verlust an Lebensqualität, die Reduktion von Respekt oder Fairness, aber auch fehlende Mitgestaltungsoptionen. Quantitative Kosten sind beispielsweise 'verlorene' Lebenszeit, Rechtsdurchsetzungskosten oder Kosten für Gesundheitseinschränkungen, die durch Konflikte hervorgerufen wurden. Je nach Reichweite unterscheiden sich mikro-, meso- oder makroökonomische Konfliktkosten.

## Geschichte
Der Amerikaner Daniel Dana war 1996 einer der ersten, der sich mit finanziellen Konsequenzen von Konflikten auseinandersetzte. Er führte sie im Wesentlichen auf acht Faktoren zurück: verschwendete Zeit, Fehlentscheidungen, verlorene Mitarbeiter, unnötige Restrukturierungen, Sabotage und Diebstahl, verringerte Arbeitsmotivation, verlorene Arbeitszeit und Gesundheitskosten. Den größten Kostenfaktor – mit fast 50 % – sah er in der falsch eingesetzten Zeit. Entsprechend seiner Berechnungen kostet ein 'konfliktreiches' Team knapp $ 400.000 pro Jahr.
Im deutschsprachigen Raum gab es ab 2006 erste Publikationen zu dem Thema. Eine Arbeitsgruppe der 'Experts Group Wirtschaftsmediation' der Wirtschaftskammer Österreich befragte Unternehmen zu 'vermeidbaren' Konfliktkosten aus den Bereichen Personal, Kunden, Lieferanten und Rechtskosten. Knapp 650 Euro pro Mitarbeiter und Jahr sind laut Interviewpartner im Schnitt zu sparen.
Die von KPMG 2009 durchgeführte Konfliktkostenstudie deutscher Industrieunternehmen und entwickelten eine Formel, bei der funktionale und dysfunktionale Kosten gegenübergestellt wurden. Unter der Annahme, dass diese a priori bestimmbar sind, können so Einschätzungen von Aufwand und Nutzen einzelner Konflikte abgeschätzt werden. Einen besonderen Fokus legte KPMG auf projektbezogene Konfliktkosten. Je nach Projektgröße bezifferten sie 50.000 bis 500.000 Euro je Projekt.
Siegbert Bregenhorn vom Europäischen Institut für Conflict Management e. V. verglich streitwertabhängige Kosten, die durch Wirtschaftsmediation, durch Schiedsverfahren bzw. Gerichtsverfahren entstehen. Er kommt im Ergebnis dazu, dass die Kosten einer Mediation streitwertunabhängig wesentlich geringer als die eines Schiedsgerichts- oder ordentlichen Gerichtsverfahrens sind.
Seit 2011 führt das  Wirtschaftsforum der Führungskräfte in Kooperation mit 'inCoop' das Manager-Monitoring 'Teamgeist Barometer' durch. Anselm Eder und Elvira Hauska entwickelten das Befragungsinstrument. Einmal pro Jahr werden österreichische Führungskräfte zu Konflikten und deren Konsequenzen befragt. Im Rahmen der Befragung erfolgt weiters eine Klassifizierung nach Teamplayer, Teamneutralen und Teamfrustrierten. Basis der Konfliktkostenbewertung in der Studienserie sind die anteiligen Arbeitszeiten, die mit Konflikten verbracht werden. Bewertet mit dem jeweiligen Gehalt ergeben sie die Kosten. Im Jahr 2012 fielen im Schnitt € 1.560 pro Führungskraft und Monat an, das entspricht einer Steigerung von 8 % zum Wert von 2011, obwohl es anteilsmäßig mehr Teamplayer gibt. Die Steigerung resultiert primär aus der sehr deutlichen Erhöhung der Kosten teamfrustrierter Manager.

## Konfliktfolgekosten
Konfliktfolgekosten nennt man solche Folgekosten, die sich langfristig wirtschaftlich aus dem Ende der (Rechts-)Beziehung der Konfliktgegner, die einen Konflikt streitig und/oder gerichtlich ausgetragen haben, ergeben. Nach einer streitigen Entscheidung durch ein Gericht oder einen gerichtlichen Vergleich können sich die "Gegner" häufig nicht mehr "in die Augen schauen". Bisher kooperierende Unternehmen werden i. d. R. keine Vertragsbeziehungen miteinander unterhalten, der gemeinsame Freundeskreis spaltet sich, das „Team“ braucht neue Mitglieder. Es müssen also zum Beispiel neue Kooperationspartner gefunden werden, neue Mitarbeiter eingearbeitet werden. Diese Folgekosten werden in der Regel bei der Kalkulation, was eine Auseinandersetzung kosten wird, fälschlicherweise nicht mit einbezogen.